# Saint-Épain
Saint-Épain település Franciaországban, Indre-et-Loire megyében. Lakosainak száma 1486 fő (2022. január 1.). Saint-Épain Neuil, Crissay-sur-Manse, Crouzilles, Noyant-de-Touraine, Pouzay, Sainte-Catherine-de-Fierbois, Sainte-Maure-de-Touraine, Thilouze, Trogues és Villeperdue községekkel határos.

## Népesség
A település népessége az elmúlt években az alábbi módon változott:
| Lakosok száma | 1525 | 1409 | 1335 | 1515 | 1572 | 1563 | 1572 | 1575 | 1543 | 1486 |
|               | 1968 | 1982 | 1990 | 2006 | 2013 | 2015 | 2017 | 2019 | 2020 | 2022 |